# Psychoaktivní droga

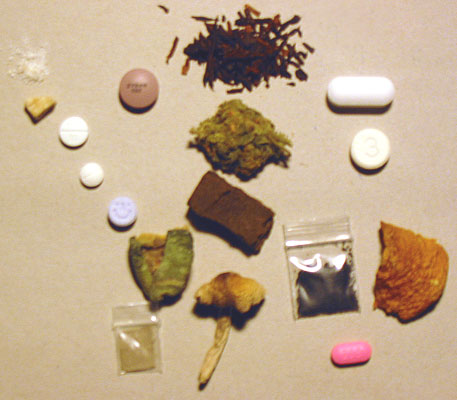
Některé psychoaktivní drogy

Psychoaktivní droga (též psychotropní látka, psychoaktivní látka, omamná látka, často nepřesně droga nebo návyková látka) je chemická látka primárně působící na centrálně nervovou soustavu, kde mění mozkové funkce a způsobuje dočasné změny ve vnímání, náladě, vědomí a chování. Záměrně bývá využívána k rekreačním účelům, jako entheogen pro rituální a duchovní účely, jako nástroj pro studium a rozšíření mysli nebo jako léčivo.
Pojem droga sám o sobě označuje usušené části rostlin či živočichů používané v lékařství. Původ slova je v nizozemském droog – „suchý“. Později začal být tento výraz používán pro psychoaktivní látky. V přeneseném smyslu se slovem droga označují i pro jedince velmi oblíbené situace či přímo závislosti, jako třeba pohlavní styk nebo hazardní hry.
Protože psychoaktivní drogy působí subjektivní změny v náladě a vědomí, jež mohou být příjemné (euforie) nebo výhodné (zvýšená ostražitost), je mnoho z nich návykových. Proto se tyto substance někdy označují jako návykové látky. Časté užívání psychoaktivních látek může vést ke vzniku fyzické či psychické závislosti. Léčba závislosti je pak kombinací psychoterapie, skupinových sezení a jiných psychoaktivních látek, jež má vést ke zlomení závislosti.
Etické aspekty užívání psychoaktivních látek jsou kvůli návykovosti a jiným nebezpečím s ním spojených předmětem mnoha diskusí. Státní moc zpravidla omezuje produkci a obchodování s těmito substancemi, podle míry restrikcí se dá mluvit o ilegálních a legálních drogách (nejčastěji alkohol, nikotin, kofein nebo některé léky). Český právní řád používá pro psychoaktivní drogy pojem „návykové látky“.
Psychoaktivní drogy neužívají pouze lidé, ale také zvířata, jež konzumují různé omamné rostliny a zvířata aby dosáhla intoxikace, jako například kočky po požití šanty kočičí. Podle mnoha mýtů naučila lidi užívat drogy právě zvířata.[zdroj?]

## Historie
Zvířata užívají drogy od nepaměti. Například lemurové je získávají z mnohonožek. Savci jsou schopni trávit alkohol již milióny let. Užívání psychoaktivních drog člověkem sahá do prehistorie. Již jeskynní malířství odpovídá transu a užívání drog. Archeologické nálezy dokazují jejich užívání až do doby před deseti tisíci lety. Nejstarší záznamy o kulturním užívání pocházejí z doby před pěti tisíci lety. Důležité místo měly především v lékařství, ale také v náboženství a jako rekreace. V 19. století bylo izolováno mnoho aktivních složek z různých psychoaktivních rostlin, jako například morfin, kokain nebo Meskalin.
Během 20. století začalo být rekreační užívání, výroba a obchodování s psychoaktivními látkami většině států světa kriminalizováno. Příkladem může být prohibice, kdy bylo ve Spojených státech amerických třináct let zakázáno užívání alkoholu. Přesto se objevovaly nové drogy, jež ještě nebyly kriminalizovány, například amfetaminy nebo LSD. V dnešní době se výrobou „tvrdých“ drog zabývá především organizovaný zločin, někdy nazývaný „narkomafie“. V některých náboženstvích jako Native American Church je užívání ilegálních drog státem povoleno z důvodu náboženské svobody.

## Užívání

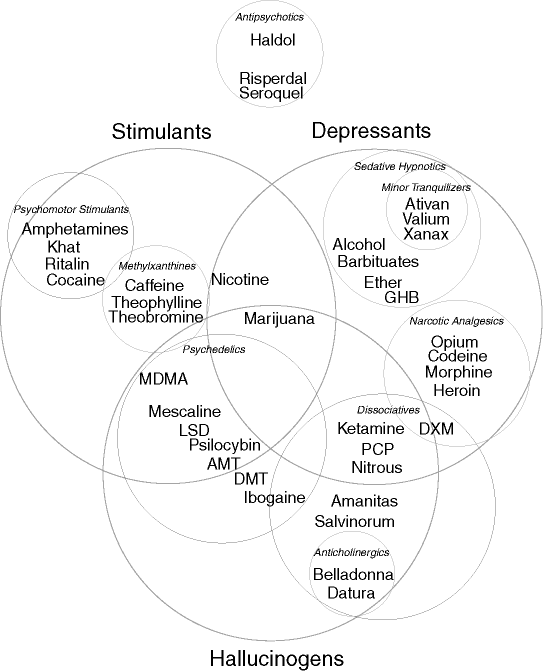
Jedno z možných rozdělení psychoaktivních drog podle účinků

Psychoaktivní drogy jsou užívány lidmi z mnoha rozdílných důvodů. K těm patří např. napomáhat náboženským praktikám, prozkoumat self (své vlastní já), změnit náladu, léčit nemoc, uniknout nudě a beznaději, podpořit a zlepšit sociální interakci, zlepšit smyslovou zkušenost a rozkoš, stimulovat uměleckou kreativitu a výkon, zlepšit fyzický výkon, rebelovat, zařadit se mezi vrstevníky, vytvořit si vlastní identitu.

## Dělení
Podle podobnosti v účincích řadíme psychoaktivních látky do různých skupin. Tyto skupiny je ale potřeba chápat spíše jen jako orientační a mohou se překrývat: Některé látky vykazují účinky charakteristické dvou i více klasifikačních skupin: Například MDMA (extáze) se charakterizuje jako empatogen, ale zároveň se jedná o stimulant a v menší míře má i některé charakteristiky psychedelik.

### Anestetika
Anestetika jsou třídou psychoaktivních látek užívaných k blokování bolesti a jiných vjemů u lékařských pacientů. Mnoho anestetik způsobuje bezvědomí a umožňuje prodělat lékařské zákroky bez fyzické bolesti či emociálního traumatu. K dosažení bezvědomí působí na GABA a NMDA systémy. Patří mezi ně například éter, ketamin a některé barbituráty.

### Analgetika
Analgetika jsou třídou psychoaktivních látek užívaných k tlumení bolesti. Patří mezi ně opioidy jako morfin a kodein.

### Psychiatrická léčiva
Psychiatrická léčiva slouží k tlumení mentálních a citových poruch. Existuje jich šest hlavních skupin:
- antidepresiva, užívané na poruchy, jako je klinická deprese či dystymie. Patří mezi ně například fluoxetin (Prozac).
- stimulanty, užívané na hyperaktivitu či narkolepsii. Patří mezi ně například pervitin, kokain, kofein či nikotin.
- antipsychotika, užívané na psychózy, schizofrenii a mánie.
- stabilizátory nálady, užívané na bipolární a schizoafektivní poruchy. Patří mezi ně například lithium.
- anxiolytika, užívané na úzkostné poruchy
- tlumivé látky, užívané jako hypnotika, sedativa a anestetika

### Rekreační drogy
Mnoho psychoaktivních látek je zneužíváno pro zpočátku příjemné účinky. Orientační rozdělení drog užívaných k "rekreaci" je:
- stimulanty, jež navyšují funkci CNS, se užívají pro euforické efekty a pocit dostatku vitality. Patří mezi ně například látky jako pervitin, kokain, extáze, ale i kofein nebo nikotin.
- depresanty, tlumivé látky, které nějakým způsobem snižují mozkovou aktivitu. Nejběžnější takovou látkou je alkohol. Dále sem můžeme zařadit barbituráty a benzodiazepiny nebo některé karbamáty
- halucinogeny, jež způsobují změny vnímání a myšlení. Jedná se pořád o poměrně různorodou skupinu, kterou proto dále dělíme na podskupiny:
  - psychedelika, ke kterým patří LSD, DMT, psilocin, meskalin.
  - disociativa, jako například ketamin nebo fencyklidin.
  - delirogeny (deliranty) mezi které patří atropin a skopolamin obsažené v jedovatých lilkovitých rostlinách, což jsou vysoce toxické látky s typicky nepříjemnými účinky, proto se rekreačně používají jen zřídka.
  - Další obtížně zařaditelné halucinogeny jako šalvěj divotvorná nebo muchomůrka červená.
- sedativa (narkotika), jež způsobují pocit opilosti a euforie. Patří mezi ně například opioidy, benzodiazepiny, barbituráty a alkohol.
- vdechovaná rozpouštědla (inhalanty), jež způsobují různou škálu efektů. Patří mezi ně například toluen, chloroform, aceton nebo benzín, který obvykle jako droga užíván není. Některé vdechované látky spadají svýmy účinky do jiné kategorie, například oxid dusný, známý jako rajský plyn.
- kanabinoidy, jež mají účinky podobné halucinogenům, ale většinou slabší. Můžou ale též vykazovat i účinky charakteristické pro stimulanty i depresanty. Jedná se produkty konopí – marihuanu, hašiš, hexahydrokanabinol.
- empatogeny (entaktogeny) jsou látky, které zvyšují citovou otevřenost a celkovou intenzitu emočního prožívání, zesilují v mezilidských interakcích pocit porozumění a společenského propojení. Typickým zástupcem je MDMA (extáze), můžeme sem zařadit též mefedron.

## Drogy v lidské společnosti

### Náboženství
Drogy jsou užívány také při náboženských obřadech v různých náboženských systémech. Známé je například užívání konopí mezi rastafariány. Poměrně nově byla popsána psychedelická spiritualita. Psychoaktivní látky užívané v duchovním kontextu označujeme jako entheogeny.

### Legalita a společenská akceptace
Držení a užívání některých psychoaktivních látek bez lékařského předpisu je ve většině zemí trestné. Míra perzekuce výrobců a distributorů, případně uživatelů drog se však v jednotlivých zemích výrazně liší. Zejména v euroamerickém světě probíhají zhruba už od začátku 21. století intenzivní veřejné diskuze na toto téma. Podle některých odborníků kriminalizace a represe uživatelů psychoaktivních látek, především konopí, vedou k prohlubování drogového problému a ne k jeho řešení. Především mezi uživateli psychedelik je také rozšířena teorie, že kriminalizace drog je způsobena obavami z jejich účinků, podle zastánců tohoto názoru vedoucích k poznání a myšlenkové svobodě, neslučitelné se současným konzumním a konformním světem.
V některých zemích mohou určité náboženské skupiny jako Native American Church užívat legálně zakázané psychoaktivní drogy na základě práva na náboženskou svobodu. Jinde byly tyto snahy naopak neúspěšné. V některých zemích jsou však zakázány drogy v jiných zemích běžné, jako například alkohol v některých muslimských zemích.
Legální psychoaktivní drogy ve většině zemí podléhají mimořádnému právnímu, celnímu a daňovému režimu – většinou na ně bývá uvalena spotřební daň. Řada látek, zvláště tlumících bolest, je přístupná pod lékařským dohledem jako léky. V mnoha západních zemích existuje problém se zneužíváním snadno dostupných hypnotik, jako jsou například benzodiazepiny, a závislostí na nich. V Německu je na sedativech a analgetikách závislých 4,7 % obyvatel, ve Spojených státech amerických 10 % lidí přiznává, že někdy zneužívali prášky na spaní.) Tyto látky způsobují fyzickou i psychickou závislost. Podle některých vědeckých studií má tabák a alkohol na svědomí 99 % všech úmrtí, které nějak souvisí s psychoaktivními látkami.

## Rizika spojená s užíváním

### Nebezpečnost

Studie prof. D. Nutta a kol. (2010) zaměřená na škody, které drogy působí ve Velké Británii. Tmavě je vyznačena škoda způsobená ostatním a světle škoda, kterou trpí sami uživatelé drog, hodnota 100 představuje maximum.

Psychoaktivní drogy bývají někdy dělené na tzv. měkké a tvrdé drogy, toto rozdělení má vyjadřovat míru nebezpečnosti užívaní těchto látek pro uživatele. Někdy se mluví o drogách s akceptovatelným rizikem a drogách, u kterých je riziko spojené s jejich užíváním příliš velké, tedy neakceptovatelné.
Do kategorie měkkých drog bývá řazena především marihuana a kofein. Někdy k nim bývají řazeny i psychedelika jako LSD či peyotl (meskalin), především však psilocybinové houby. Na hranici stojí MDMA (extáze), někdy označovaná za měkkou drogu. Například toxicita i návykovost alkoholu (a tím i společenská nebezpečnost) je vyšší než toxicita a návykovost MDMA.
Alkohol je považován za tvrdou drogu. Vyvolává fyzickou závislost a přímo poškozuje buňky. V případě těžké závislosti způsobuje náhlá abstinence alkoholové delirium s vysokým rizikem úmrtí.
Podle Světové zdravotnické organizace je alkohol každoročně příčinou 3,3 milionu úmrtí.
Mezi další velmi škodlivé drogy patří heroin, crack (volná báze kokainu) a pervitin.
Toto rozdělení je ovšem velice matoucí, protože používá více obtížně srovnatelných faktorů – hlavně míru návykovosti, riziko poškození organismu a společenskou nebezpečnost. Snaha vyvážit je mezi sebou v jednom žebříčku je nesnadná.
Míra závislosti na psychedelika či marihuanu je nízká, ale například na nikotin je relativně silná, a ještě silnější je u opiodů, především heroinu.
U psychedelik, jako je např. LSD nebo psilocybin, nejsou přítomny důkazy svědčící o možnosti předávkování. Je také málo důkazů ohledně vzniku závislosti na tato psychedelika. Při nedodržení bezpečných zásad setu (psychický stav v době užití psychedelika) a settingu (prostředí, ve kterém se člověk nachází při užití) ale může nastat tzv. bad trip, tj. špatné stavy spojené s užitím, jako jsou např. děsivé halucinace, změna vnímání sama sebe (DP/DR, depersonalizace/derealizace), deprese a úzkosti, z fyzických symptomů např. bušení srdce, pocení nebo zvracení.
Pouze psychická závislost může být ve skutečnosti mnohem nebezpečnější než fyzická.[zdroj?] Stimulanty pervitin, kokain jsou jedny z nejnebezpečnějších drog.
Rozdělení podle míry nebezpečnosti se promítá i do zákonů mnoha států. Například Spojené státy americké mají čtyři kategorie drog, označované jako A, B, C a D, ve Spojeném království a Švýcarsku se zase používá model s třemi kategoriemi.
| Droga                           | Psychická závislost | Fyzická závislost | Toxicita  | Společenská nebezpečnost | Legální v ČR                       |
| ------------------------------- | ------------------- | ----------------- | --------- | ------------------------ | ---------------------------------- |
| Cannabis                        | Střední             | Lehká             | Ne        | Spíše ne                 | Na předpis                         |
| Klasická psychedelika [ujasnit] | Žádná               | Žádná             | Ne        | Spíše ne                 | Ne                                 |
| Amfetaminy                      | Vysoká              | Žádná             | Spíše ano | Ano                      | Ne                                 |
| Kokain/Crack                    | Vysoká              | Žádná             | Ano       | Spíše ne                 | Ne                                 |
| Opium                           | Střední             | Střední           | Spíše ano | Spíše ne                 | Pro lékařské použití               |
| Heroin                          | Vysoká              | Vysoká            | Ano       | Ano                      | Ne                                 |
| Barbituráty                     | Vysoká              | Vysoká            | Ano       | Ano                      | Ne                                 |
| Benzodiazepiny                  | Střední             | Střední           | Spíše ne  | Spíše ne                 | Na předpis                         |
| Tabák                           | Vysoká              | Střední           | Spíše ano | Spíše ne                 | Ano (pro dospělé)                  |
| Alkohol                         | Vysoká              | Střední           | Ano       | Ano                      | Ano (pro dospělé)                  |
| Toluen                          | Střední až Vysoká   | Vysoká            | Ano       | Ano                      | Ano (pro provozní účely podnikání) |
| Chloroform                      | Vysoká              | Střední           | Spíše ano | Spíše ano                | Ne                                 |
| Aceton                          | Lehká               | Lehká             | Spíše ne  | Spíše ne                 | Ano                                |
| MDMA                            | Lehká               | Žádná             | Spíše ano | Spíše ne                 | Ne                                 |
| Ketamin/GHB                     | Střední             | Možná             | Spíše ano | Spíše ne                 | Pro lékařské použití               |
| Rajský plyn                     | Nízká               | Žádná             | Ne        | Spíše ne                 | Ano                                |